# François Poulletier de La Salle
François Paul Lyon Poulletier de La Salle, (né à Lyon le 30 septembre 1719, mort à Paris le 20 mars 1788), est un chimiste français.

## Biographie
Il est le fils de Pierre Poulletier (1680-1765), intendant de la généralité de Lyon (1718-1738) et d' Henriette Guillaume de la Vieuxville (+ 1727).
Son père l'envoya faire ses études de droit à Paris et lui laissa une fortune considérable. Pour Vicq d'Azyr, qui fit son éloge, le jeune Poulletier porta plus son intérêt pour la médecine que pour le droit, et établit à ses frais, dans les faubourgs de Paris, trois hospices pour les pauvres. Il n'en devint pas moins avocat au Parlement de Paris, conseiller au Grand Conseil (20/12/1740), maître de requêtes (19/11/1745) et président au Grand Conseil (01/1749). Bien que n'ayant pas obtenu le titre de docteur de la faculté, il devint en même temps un habile chimiste, fit partie, comme associé, de la Société royale de médecine et compta parmi ses amis Jussieu, Fourcroy, Astruc, Sue et autres savants éminents. Poulletier cultivait, non sans succès, la poésie et la musique. Il travailla au Dictionnaire de chimie de Macquer, fit paraître une traduction de la Pharmacopée du Collège royal des médecins de Londres (1761-1771, 2 vol. in-4°) et laissa plusieurs dissertations manuscrites. Outre Fourcroy et Macquer, il collabora, entre autres, avec Antoine Lavoisier et Madame Thiroux d'Arconville.
Il pratiqua de nombreuses expériences sur la bile ; montra que ce liquide était de nature savonneuse et contenait une substance saline alcaline, ce qui fut confirmé plus tard en 1755, par Cadet.
Il fut le premier à trouver la présence de l'acide phosphorique dans la substance osseuse, démontré par Scheele en 1775.
Vers 1758, il isola pour la première fois les cristaux de cholestérol.
Comme ses travaux ne furent jamais publiés, l'attribution et la datation ne sont connues que grâce à ses collaborateurs, notamment Macquer, Vicq d'Azyr et surtout Antoine François de Fourcroy.